# Rhytidophyllum lanatum
Rhytidophyllum lanatum är en tvåhjärtbladig växtart som beskrevs av Ignatz Urban och Erik Leonard Ekman. Rhytidophyllum lanatum ingår i släktet Rhytidophyllum och familjen Gesneriaceae. Inga underarter finns listade i Catalogue of Life.